# AEGON Championships 2013
AEGON Championships 2013 byl tenisový turnaj pořádaný jako součást mužského okruhu ATP World Tour, který se hraje v Queen's Clubu na otevřených travnatých dvorcích. Konal se mezi 10. až 16. červnem 2013 v britském hlavním městě Londýně jako 42. ročník turnaje.
Turnaj s rozpočtem 779 665 eur patřil do kategorie ATP World Tour 250. Nejvýše nasazeným hráčem ve dvouhře se stal druhý tenista světa Andy Murray, který zde triumfoval už potřetí.

## Dvouhra

### Nasazení hráčů
| Země                   | Hráč                  | ATP1) | Nasazení |
| ---------------------- | --------------------- | ----- | -------- |
| Spojené království     | Andy Murray           | 2     | 1        |
| Česko                  | Tomáš Berdych         | 6     | 2        |
| Argentina              | Juan Martín del Potro | 7     | 3        |
| Francie                | Jo-Wilfried Tsonga    | 8     | 4        |
| Chorvatsko             | Marin Čilić           | 11    | 5        |
| Spojené státy americké | Sam Querrey           | 20    | 6        |
| Ukrajina               | Alexandr Dolgopolov   | 24    | 7        |
| Jihoafrická republika  | Kevin Anderson        | 25    | 8        |
| Francie                | Benoît Paire          | 26    | 9        |
| Bulharsko              | Grigor Dimitrov       | 28    | 10       |
| Francie                | Julien Benneteau      | 32    | 11       |
| Česko                  | Lukáš Rosol           | 36    | 12       |
| Finsko                 | Jarkko Nieminen       | 38    | 13       |
| Uzbekistán             | Denis Istomin         | 42    | 14       |
| Španělsko              | Pablo Andújar         | 45    | 15       |
| Slovinsko              | Grega Žemlja          | 50    | 16       |

- 1) Žebříček ATP k 27. květnu 2013.

### Jiné formy účasti na turnaji
Následující hráči obdrželi divokou kartu do hlavní soutěže:
- Edward Corrie
- Alexandr Dolgopolov
- Daniel Evans
- Kyle Edmund
- James Ward

Následující hráči postoupili z kvalifikace:
- Jamie Baker
- Ilija Bozoljac
- Samuel Groth
- Feliciano López

Následující hráči postoupili jako šťastní poražení:
- Rohan Bopanna
- Frederik Nielsen

### Odhlášení
Před začátkem turnaje
- Kevin Anderson (zranění ramene)
- Brian Baker
- Simone Bolelli
- Rogério Dutra da Silva
- Mardy Fish
- Robin Haase
- Lukáš Lacko
- Lu Jan-sun
- Gilles Müller
- Dmitrij Tursunov

Během turnaje
- Michaël Llodra (poranění kolenní šlachy)

## Čtyřhra

### Nasazení párů
| Země               | Hráč             | Země               | Hráč             | ATP1) | Nasazení |
| ------------------ | ---------------- | ------------------ | ---------------- | ----- | -------- |
| Spojené státy      | Bob Bryan        | Spojené státy      | Mike Bryan       | 2     | 1        |
| Švédsko            | Robert Lindstedt | Kanada             | Daniel Nestor    | 11    | 2        |
| Indie              | Mahesh Bhupathi  | Indie              | Rohan Bopanna    | 17    | 3        |
| Rakousko           | Alexander Peya   | Brazílie           | Bruno Soares     | 27    | 4        |
| Spojené království | Colin Fleming    | Spojené království | Jonathan Marray  | 46    | 5        |
| Francie            | Julien Benneteau | Srbsko             | Nenad Zimonjić   | 51    | 6        |
| Chorvatsko         | Ivan Dodig       | Brazílie           | Marcelo Melo     | 52    | 7        |
| Austrálie          | Paul Hanley      | Polsko             | Marcin Matkowski | 68    | 8        |

- 1) Žebříček ATP k 27. květnu 2013; číslo je součtem umístění obou členů páru.

### Jiné formy účasti
Následující páry obdržely divokou kartu do hlavní soutěže:
- Lleyton Hewitt /  Bernard Tomic
- Jamie Murray /  John Peers

Následující páry se dostaly do hlavní soutěže jako náhradníci:
- Thiemo de Bakker /  Igor Sijsling
- Guillermo García-López /  John-Patrick Smith
- Paul-Henri Mathieu /  Marinko Matosevic

### Odhlášení
Před začátkem turnaje
- Kevin Anderson (zranění ramene)
- Michaël Llodra (poranění kolenní šlachy)
- Bernard Tomic (poranění kolenní šlachy)

Během turnaje
- Nicolas Mahut

## Přehled finále

### Mužská dvouhra
- Andy Murray vs.  Marin Čilić, 5–7, 7–5, 6–3

### Mužská čtyřhra
- Bob Bryan /  Mike Bryan vs.  Alexander Peya /  Bruno Soares, 4–6, 7–5, [10–3]